# Ezra Frank Sperry
 (signalé en mai 2025).
Si vous disposez d'ouvrages ou d'articles de référence ou si vous connaissez des sites web de qualité traitant du thème abordé ici, merci de compléter l'article en donnant les références utiles à sa vérifiabilité et en les liant à la section « Notes et références ».
- Archive Wikiwix
- Bing
- Cairn
- DuckDuckGo
- E. Universalis
- Gallica
- Google
- G. Books
- G. News
- G. Scholar
- Persée
- Qwant
- (zh) Baidu
- (ru) Yandex
- (wd) trouver des œuvres sur Wikidata

Ezra Frank Sperry   est un homme politique américain, né à Bethany le 18 juin 1843 et mort à Orlando le 1er août 1916.

## Biographie
Après ses études à l'Eastman Business College, il fonde une entreprise, Sperry Manufacturing. 
Le 13 octobre 1869, il épouse Mary W. Pratt.
Il déménagé à Orlando en 1882 et organise la South Florida Foundry and Machine Works.
Il est élu maire d'Orlando en 1913. Il meurt en fonction de la maladie de Bright le 13 août 1916, à l'âge de 73 ans.